# Luciano Arriagada
Luciano Daniel Arriagada García (* 30. April 2002 in Lota, Chile) ist ein chilenischer Fußballer. Der Stürmer steht aktuell bei Athletico Paranaense unter Vertrag und ist derzeit an Audax Italiano ausgeliehen. 

## Karriere

### Im Verein
Arriagada wurde in der chilenischen Stadt Lota geboren. Er stammt aus einer Familie von Fußballern, seine beiden Großväter spielten beim Verein Lota Schwager. Aufgewachsen ist Arriagada in der chilenischen Hauptstadt Santiago, wo er auch mit dem Fußballspielen begann. Bereits in der U-9 spielte er für den CSD Colo-Colo, bei dem er die gesamte Nachwuchsabteilung durchlief. Nachdem er in der Kindheit verstärkt Rotationsspieler gewesen war und wenig Einsatzzeiten bekommen hatte, entwickelte er sich in den höheren Jugenden zur Stammkraft und empfahl sich somit für Einsätze in der ersten Mannschaft von Colo-Colo. So gab er im Alter von 17 Jahren sein Debüt in der erstklassigen Primera División, als er bei der 1:2-Niederlage gegen den CD Cobresal in der 86. Spielminute für Leonardo Valencia eingewechselt wurde. Bei seinem 2. Ligaeinsatz, einem 2:2-Unentschieden gegen Coquimbo Unido, konnte er direkt sein erstes Tor erzielen. So traf er in der 6. Minute der Nachspielzeit zum 2:2-Entstand. Insgesamt kam er in der Saison 2020 allerdings nur zu vereinzelten Kurzeinsätzen. Auch in der Saison 2021 kam er gelegentlich zu Kurzeinsätzen in Ligaspielen, konnte aber in 10 Einsätzen zwei Tore erzielen. In der Saison 2022 spielte er gar keine Rolle mehr im Verein und kam auf nur einen Kurzeinsatz. Am Ende der Saison gewann er mit Colo-Colo erstmals die chilenische Meisterschaft.
Daraufhin wechselte Arriagada mit Auslaufen seines Vertrages Anfang 2023 zum brasilianischen Erstligisten Athletico Paranaense. Im März 2024 wurde der Stürmer an Audax Italiano verliehen.

### In der Nationalmannschaft
Arriagada durchlief verschiedene Nachwuchsnationalmannschaften Chiles. So kam er unter anderem mit der U-15 bei der U-15-Südamerikameisterschaft 2017 zum Einsatz. 2020 wurde er für die U-20-Nationalmannschaft nominiert und kam bei einem Freundschaftsturnier zum Einsatz. Er kam bei den Spielen gegen Brasilien und Peru zum Einsatz und konnte beim Spiel gegen Bolivien sogar ein Tor erzielen. 2021 wurde Arriagada erstmals für die chilenische Fußballnationalmannschaft nominiert. Zunächst wurde er im Frühjahr ins Trainingslager der Mannschaft berufen, ehe er von Nationaltrainer Martín Lasarte in den Kader Chiles für die Copa América 2021 berufen wurde. Dort gab er schließlich auch sein Nationalmannschaftsdebüt, als er am 21. Juni 2021 beim 1:1-Unentschieden gegen Uruguay in der 69. Minute für Ben Brereton eingewechselt wurde. Durch sein Debüt im Alter von 19 Jahren und 62 Tagen wurde Arriagada zum zweitjüngsten Debütanten in der chilenischen Fußballnationalmannschaft, einzig Andrés Prieto war 1947 mit 18 Jahren und 352 Tagen jünger.

## Erfolge
CSD Colo-Colo
- Chilenischer Meister: 2022
- Chilenischer Pokalsieger: 2021
- Chilenischer Fußball-Supercup: 2022